# Echymipera echinista
Echymipera echinista là một loài động vật có vú trong họ Peramelidae, bộ Peramelemorphia. Loài này được Menzies mô tả năm 1990.